# ブカレスト条約 (1886年)
ブカレスト条約（ブカレストじょうやく、英語: Treaty of Bucharest）は、1886年3月3日、ルーマニア王国の首都ブカレストにおいてセルビア王国とブルガリア公国の間で締結された、セルビア・ブルガリア戦争の講和条約。
条約の内容は両国間の和平が回復したという1条だけだった。この条約により、ブルガリア公が東ルメリ自治州の総督を兼任することは事実上承認された。